# Lusovenator
Lusovenator ("lovec z Lusitánie/Portugalska") byl rod masožravého dinosaura (teropoda) z kladu Carcharodontosauria, žijícího na území dnešního Portugalska v období pozdní jury, před asi 150 miliony let (geologické stupně kimmeridž až tithon). Rodové jméno dinosaura je odvozeno z antického označení Portugalska - Lusitánie.

## Historie objevu a popis
Fosilie tohoto dinosaura byly objeveny již v 80. letech 20. století v sedimentech souvrství Lourinhã (člen Praia de Amoreira Porto-Novo). Holotyp nese označení SHN.036 a byl objeven Josém Joaquimem dos Santem (od něj odvozuje své druhové jméno). Celkem jsou známé dva exempláře, představující větší část kostry. V odborné literatuře bylo o tomto teropodovi referováno již v roce 2017, formálně popsán pak byl v červenci roku 2020.
Jednalo se o menšího teropoda, dosahujícího délky pouze kolem 3,5 metru a výšky ve hřbetu zhruba 1 metr.

## Systematika
Jednalo se o zástupce kladu Carcharodontosauria mimo čeleď Carcharodontosauridae a Neovenatoridae. Blízce příbuznými rody jsou Siats a Veterupristisaurus.

## Paleoekologie
Tento teropod představoval jednoho z dominantních predátorů svých ekosystémů. Pravděpodobně lovil široké spektrum ornitopodních dinosaurů, jejichž přítomnost je prokázaná spíše podle velkého množství fosilních otisků stop (ichnofosilií).